# Alemanha nos Jogos Olímpicos de Inverno de 1932
A Alemanha foi um dos dezessete países que participaram dos Jogos Olímpicos de Inverno de 1932, em Lake Placid, nos Estados Unidos. 